# Máshrek

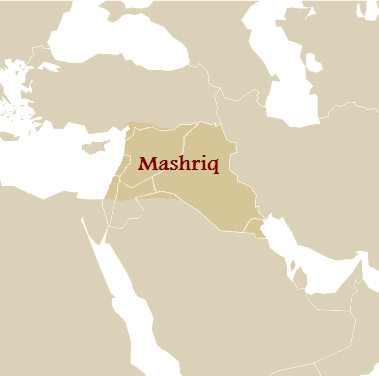
Máshreq, stricto sensu.

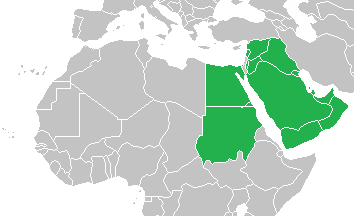
Máshreq, lato sensu.

Máshrek o Máshreq (en árabe: المشرق‎, romanizado: Al-Mašriq) es la adaptación al español de una voz árabe que significa "lugar por donde sale el sol", el Levante, la parte más oriental del mundo árabe. Las grafías Machrek o Machreq, empleadas en inglés y francés, no son las oficiales del idioma español. La parte opuesta se denomina Magreb o Poniente. 
Es un concepto geográfico y, principalmente, cultural. Son parte del Máshrek todos los países árabes al este de Libia, mientras que este último país ha sido tradicionalmente considerado territorio de transición, aunque modernamente se engloba dentro del Mágreb y es miembro de la Unión del Mágreb Árabe.
La Unión Europea se refiere al Máshrek como formado por Egipto, Palestina, Jordania, Líbano y Siria. A estos habría que añadir Arabia Saudí, Sudán, Yemen, Irak, Catar, Baréin, Omán, Kuwait y los Emiratos Árabes Unidos. Todos estos son países de mayoría islámica, y en concordancia con ese punto de vista religioso-cultural, no se incluye a Israel en el Máshrek, aunque debido a que muchos árabes no reconocen su legitimidad, puede considerarse su territorio bajo el nombre de Palestina Ocupada.